# Atletica leggera ai Giochi della XVI Olimpiade - Lancio del giavellotto femminile

Video della Finale (film ufficiale dei Giochi)

La competizione del lancio del giavellotto femminile di atletica leggera ai Giochi della XVI Olimpiade si è disputata il giorno 28 novembre 1956 al Melbourne Cricket Ground.

## L'eccellenza mondiale
| Camp.ssa olimpica 1952 | 50,47        | Dana Zátopková     | Presente |
| Camp.ssa europea 1954  | 52,91        | Dana Zátopková     | Presente |
| Primatista mondiale    | 55,48 (1954) | Nadezhda Konjajeva | Presente |
| Primatista stagionale  | 53,32        | Virve Poldsam      | Assente  |

## Risultati

### Turno eliminatorio
Qualificazione43,00 m
Quattordici atlete ottengono la misura richiesta.

La miglior prestazione appartiene a Karen Anderson (USA) con 49,64 m.
| Pos. | Atleta            | Nazione          | Misura | Lanci | Lanci | Lanci |
| Pos. | Atleta            | Nazione          | Misura | 1°    | 2°    | 3°    |
| ---- | ----------------- | ---------------- | ------ | ----- | ----- | ----- |
| 1    | Karen Anderson    | Stati Uniti      | 49,64  | 49,64 |       |       |
| 2    | Urszula Figwer    | Polonia          | 47,76  | 47,76 |       |       |
| 3    | Nadežda Konjaëva  | Unione Sovietica | 47,19  | 47,19 |       |       |
| 4    | Dana Zátopková    | Cecoslovacchia   | 47,05  | 47,05 |       |       |
| 5    | Marlene Ahrens    | Cile             | 46,43  | 46,43 |       |       |
| 6    | Inese Jaunzeme    | Unione Sovietica | 46,19  | 46,19 |       |       |
| 7    | Marjorie Larney   | Stati Uniti      | 45,80  | 39,04 | 36,89 | 45,80 |
| 8    | Yoriko Shida      | Giappone         | 45,37  | 38,50 | 45,37 |       |
| 9    | Erzsébet Vígh     | Ungheria         | 44,60  | 44,60 |       |       |
| 10   | Almut Brömmel     | Germania         | 44,55  | 44,55 |       |       |
| 11   | Amelia Wershoven  | Stati Uniti      | 44,39  | 44,39 |       |       |
| 12   | Anna Wojtaszek    | Polonia          | 44,08  | 44,08 |       |       |
| 13   | Erika Raue        | Germania         | 43,85  | 43,85 |       |       |
| 14   | Ingrid Almqvist   | Svezia           | 43,47  | 43,47 |       |       |
| 15   | Paola Paternoster | Italia           | 42,68  | 39,69 | 42,68 | 41,25 |
| 16   | Margaret George   | Canada           | 39,73  | 33,56 | 36,62 | 39,73 |
| 17   | Maureen Wright    | Australia        | 38,81  | 36,75 | 38,81 | 36,91 |
| 18   | Heather Innes     | Australia        | 38,72  | 38,72 | 35,57 | n     |
| 19   | June Heath        | Australia        | 38,10  | 35,76 | 38,10 | n     |

### Finale
Le favorite sono le sovietiche. Ai campionati di Tashkent in ottobre ha vinto la lettone Jaunzeme con 52,68.

Dopo il primo turno è in testa proprio la Jaunzeme con 51,63; è l'unica ad aver superato i 50 metri. Al secondo turno varca la fettuccia dei 50 anche la connazionale Konjajeva: 50,28. La Jaunzeme fa 50,46 al terzo turno e piazza una botta a 53,40 al quarto: nuovo record olimpico. Al quinto turno la sorprendente cilena Ahrens fa atterrare l'attrezzo a 50,38 e si issa al secondo posto. La reazione della Jaunzeme è immediata: si migliora ulteriormente a 53,86. La Konjajeva ha ancora un tentativo a disposizione ma non va oltre 44,40.

Si classifica solo quarta la campionessa uscente Zátopková con 49,83.
| Pos.    | Atleta           | Età | Nazione          | Misura | Lanci | Lanci | Lanci | Lanci | Lanci | Lanci |
| Pos.    | Atleta           | Età | Nazione          | Misura | 1°    | 2°    | 3°    | 4°    | 5°    | 6°    |
| ------- | ---------------- | --- | ---------------- | ------ | ----- | ----- | ----- | ----- | ----- | ----- |
| Oro     | Inese Jaunzeme   | 24  | Unione Sovietica | 53,86  | 51,63 | 46,62 | 50,46 | 53,40 | 49,08 | 53,86 |
| Argento | Marlene Ahrens   | 23  | Cile             | 50,38  | 47,47 | 49,36 | 44,68 | 46,30 | 50,38 | 39,31 |
| Bronzo  | Nadežda Konjaëva | 25  | Unione Sovietica | 50,28  | 49,48 | 50,28 | 46,24 | 47,39 | 44,51 | 44,40 |
| 4       | Dana Zátopková   | 34  | Cecoslovacchia   | 49,83  | 43,52 | 49,83 | 47,07 | 47,59 | 49,81 | 41,59 |
| 5       | Ingrid Almqvist  | 29  | Svezia           | 49,74  | 49,74 | 43,58 | 45,06 | 48,24 | 43,06 | 41,17 |
| 6       | Urszula Figwer   | 25  | Polonia          | 48,16  | 44,28 | 48,16 | 42,54 | 42,81 | 43,02 | 45,64 |
| 7       | Erzsébet Vígh    | 21  | Ungheria         | 48,07  | 46,69 | 48,07 | 47,38 |       |       |       |
| 8       | Karen Anderson   | 18  | Stati Uniti      | 48,00  | 47,28 | 48,00 | 41,76 |       |       |       |
| 9       | Anna Wojtaszek   | 19  | Polonia          | 46,92  | 46,92 | 46,27 | 45,36 |       |       |       |
| 10      | Erika Raue       | 18  | Germania         | 45,87  | 43,27 | n     | 45,87 |       |       |       |
| 11      | Marjorie Larney  | 19  | Stati Uniti      | 45,27  | 41,44 | 45,27 | 42,09 |       |       |       |
| 12      | Yoriko Shida     | 21  | Giappone         | 44,96  | 44,96 | 43,34 | 37,20 |       |       |       |
| 13      | Almut Brömmel    | 21  | Germania         | 44,67  | 40,72 | 42,37 | 44,67 |       |       |       |
| 14      | Amelia Wershoven | 25  | Stati Uniti      | 44,29  | 44,29 | 40,45 | 32,59 |       |       |       |